# (17640) Маунт-Стромло
(17640) Маунт Стромло (лат. Mount Stromlo) — астероид, относящийся к группе астероидов пересекающих орбиту Марса. Он был открыт 15 августа 1996 года американскими астрономами Робертом Макнотом и Джеком Чайлдом в обсерватории университета Маккуори и назван в честь обсерватории Маунт-Стромло.

Орбита астероида Маунт Стромло и его положение в Солнечной системе